# Takashi Yoshimatsu
Takashi Yoshimatsu (吉松 隆 Yoshimatsu Takashi?) (nacido el 18 de marzo de 1953). Compositor japonés de música clásica contemporánea. Actualmente, es conocido por crear la música para el remake de 2003 de Astroboy.

## Biografía
Takashi Yoshimatsu nació en Tokio, Japón. Como Tōru Takemitsu, no recibió educación formal en la música, así que se le considera un compositor autodidacta. Dejó la facultad de tecnología de la Universidad de Keiō en 1972 para unirse a una banda de amateurs llamada "NOA" como tecladista, periodo en el cual emulaba la música de Pink Floyd. Para entonces, se interesaba mucho en el jazz, en el rock progresivo, y en las nuevas posibilidades musicales abiertas gracias a la música electrónica.
Fue un fan de los Walker Brothers y los Ventures cuando tenía 13 años, pero las sinfonías de Beethoven y Chaikovski lo fascinaron a los 14 años. Desde entonces empezó a componer piezas clásica hasta hacer su renombre con la pieza serialista Threnody for Toki en 1981. Poco después se desencantó con la música atonal y entonces empezó a componer en un estilo neoromántico libre con fuertes influencias del jazz, del rock y de la música clásica japonesa. 
Hasta el 2004, Yoshimatsu ha compuesto 6 sinfonías, 12 conciertos (uno para cada uno de estos instrumentos: piano, violonchelo, guitarra, trombón y saxofón), algunas sonatas, y algunas piezas más cortas para ensambles u orquestas de todo tipo. Sus suites 'Atom Hearts Club' para orquesta de cuerdas hacen un homenaje explícito a Los Beatles, Pink Floyd y Emerson, Lake and Palmer.

## Obras
- Concierto para saxofón "Cyber Bird" para saxofón alto, piano y orquesta, Op. 59 (1994)
- Kamui-Chikap Symphony (Sinfonía n.º 1), Op. 40 (1990)
- Sinfonía n.º 2 "At Terra", Op. 43 (1991)
- Sinfonía n.º 3, Op. 75 (1998)
- Sinfonía n.º 4, Op. 82 (2000)
- Sinfonía n.º 5, Op. 87 (2001)
- Sinfonía n.º 6 "Birds and Angels", Op. 113 (2013)
- Concierto para guitarra "Pegasus Effect", Op. 23 (1984)
- Concierto para fagot "Unicorn Circuit", Op. 36 (1988)
- Concierto para trombón tenor "Orion Machine", Op. 55 (1993)
- Concierto para piano "Memo Flora", Op. 67 (1997)
- Fugaku "Seven Scenes of the Sacred Mount Fuji", Op. 88)
- Concierto para violonchelo "Centaurus Unit", Op. 91 (2003)
- Concierto para saxofón soprano "Albireo Mode", Op. 93 (2005)
- Concierto para piano "Cephus Note" (para la mano izquierda), Op. 102 (2007)
- Concierto para Marimba "Bird Rhythmics", Op. 109 (2010)
- Threnody to Toki, Op. 12 (1980)
- Atom Hearts Club Suite I para orquesta de cuerdas, Op. 70b (1997)
- Atom Hearts Club Suite IIa para orquesta de cuerdas, Op. 79a (1999)
- Pleiades Dances I, Op. 27 (1986)
- Pleiades Dances II, Op. 28 (1987)
- Pleiades Dances III, Op. 35 (1988)
- Pleiades Dances IV, Op. 50 (1992)
- Pleiades Dances V, Op. 51 (1992)
- Pleiades Dances VI, Op. 71 (1998)
- Pleiades Dances VII, Op. 76 (1999)
- Pleiades Dances VIII, Op. 78a (1999)
- Pleiades Dances IX, Op. 85 (2001)
- Tapiola Visions (para la mano izquierda), Op. 92 (2004)
- Ainola Lyrical Ballads (para la mano izquierda), Op. 95 (2006)
- Gauche Dances (para la mano izquierda), Op. 96 (2006)